# Christian Nummedal
Christian Nummedal, né le 3 novembre 1995 est un skieur acrobatique norvégien.

## Palmarès

### Championnats du monde
- Médaillé d'argent en slopestyle lors des Championnats du monde 2023.

### Coupe du monde
- 1 petit globe de cristal :
  - Vainqueur du classement big air en 2018.
- 5 podiums dont 3 victoires.

| Saison / Épreuve | Big air                | Total |
| ---------------- | ---------------------- | ----- |
| 2016-2017        | Voss                   | 1     |
| 2017-2018        | Québec Mönchengladbach | 2     |